# بياتريز خيمينيز لينويسا
بياتريز خيمينيز لينويسا (مواليد 26 مايو 1985) سياسية إسبانية وعضو في مجلس النواب منذ عام 2019.
كانت عضوة في كورتيس كاستيلا لامانشا بين عامي 2011 و 2015 ومستشارة مدينة كوينكا بين عامي 2012 و2015. في 13 مارس 2020 أعلنت عبر تويتر أنها أصيبت بـ فيروس كورونا المرتبط بالمتلازمة التنفسية الحادة الشديدة النوع 2 أثناء جائحة الفيروس التاجي المستمر.